# باشگاه فوتبال هاپوئل ایرونی کریات‌شمونا
باشگاه فوتبال هاپوئل ایرونی کریات‌شمونا (عبری: מועדון כדורגל הפועל עירוני קרית שמונה) یک باشگاه فوتبال در شهر کریات‌شمونا اسرائیل است. این باشگاه در لیگ برتر فوتبال اسرائیل بازی می‌کند. این باشگاه در سال ۲۰۰۰ تأسیس شده‌است.